# 20 años de canciones
20 años de canciones es el penúltimo álbum lanzado por Duncan Dhu, precedido de Crepúsculo y seguido por El Duelo. Fue lanzado en 2005 y se trata de un recopilatorio con las mejores canciones desde el comienzo del grupo en 1984.

## Formatos del álbum
Los formatos son un doble CD + DVD, y CD estándar.
En el CD sencillo están sus mejores canciones, todas ellas números 1. Entre ellas Jardín De Rosas, Cien Gaviotas, Mundo De Cristal...
En el doble CD y DVD están todos sus éxitos, y un CD lleno de canciones inéditas, maquetas, versiones en directo, etc.; y un DVD con todos sus videoclips y las mejores imágenes extraídas del archivo de TVE.

### DVD
1. En algún lugar (videoclips)
2. La barra de este hotel (videoclips)
3. Entre salitre y sudor (videoclips)
4. Palabras sin nombre (videoclips)
5. Mundo de cristal (videoclips)
6. La casa azul (videoclips)
7. A tu lado (videoclips)
8. Capricornio (videoclips)
9. A tientas (videoclips)
10. En algún lugar (directo) (videoclips)
11. Siempre (videoclips)
12. Nada (videoclips)
13. Fin de amor (archivo TVE)
14. Cien gaviotas (archivo TVE)
15. Esperaré a que se esconda el sol (archivo TVE)
16. Esos ojos negros (archivo TVE)
17. Mi tierra, mi casa y una mujer (archivo TVE)
18. Rozando la eternidad (archivo TVE)
19. Las reglas del juego (archivo TVE)
20. Palabras sin nombre (archivo TVE)
21. Rosas en agua (archivo TVE)
22. Supernova (archivo TVE)

### CD - Lista de canciones

#### Disco 1
1. Jardín de rosas
2. Cien gaviotas
3. Esos ojos negros
4. No puedo evitar
5. En algún lugar
6. Una calle de París
7. La barra de este hotel
8. Rozando la eternidad
9. Rosa gris
10. Palabras sin nombre
11. Entre salitre y sudor
12. Mundo de cristal
13. La casa azul
14. A tientas
15. A tu lado
16. Siempre

#### Disco 2
1. Fantasmas en Selkirk (maqueta)
2. Años 20 en Dublín (maqueta)
3. El hombre del violín (maqueta)
4. El viejo camino de la vía del tren (maqueta)
5. La colina del amor (maqueta)
6. Nombre de mujer (maqueta)
7. Don't let me down (directo 1997)
8. Herida de miel (BSO Dick Tracy)
9. A tu lado (maqueta)
10. La sombra cayó (maqueta)
11. Tormenta (maqueta)
12. Mentí (maqueta)
13. Dime (maqueta)
14. Algo así (inédito)
15. La herida (directo)
16. Puertas abiertas (tributo a Antonio Vega)
17. Slowly (tributo a Luis Eduardo Aute)
18. That's all right, mama (directo 1984)